# GLUT5
GLUT5 که با نامِ «خانوادهٔ حمل‌کننده‌های محلول ۲، عضو شمارهٔ ۵ » (SLC2A5) هم شناخته می‌شود، یک پروتئین تراپوسته‌ای است که در انسان توسط ژن «SLC2A5» کُدگذاری می‌شود. این پروتئین در سلول‌های اِنتروسیت روده کوچک بیان می‌شود و حمل‌کنندهٔ فروکتوز از مجرای رودهٔ کوچک به‌درون پرزهای آن از طریق انتشار تسهیل‌شده است. این پروتئین در ماهیچه‌های اسکلتی، بیضه، کلیه، بافت چربی و مغز هم وجود دارد.

## اهمیت بالینی
سوءجذب فروکتوز یا عدم‌تحملِ فروکتوز غذایی یک اختلال گوارشی است که در آن به سبب کمبود یا فقدان پروتئین GLUT5، فروکتوز از روده کوچک جذب نمی‌شود.
جذب فروکتوز توسط این پروتئین در اثر بیماری‌های دیابت، فشار خون بالا، چاقی و التهاب نیز مختل می‌شود؛ اما تغییرات جذب این قند با افزایش سن، ارتباط چندانی به بیان ژنی GLUT5 ندارد.
جذب فروکتوز در صورت حضور همزمان گلوکز افزایش می‌یابد حال آنکه سوربیتول جذب آنرا مهار می‌کند.